# Neblú
Adilson da Cruz, surnommé Neblú, est un footballeur angolais né le 16 décembre 1993 à Luanda. Il évolue au poste de gardien de but avec le Primeiro Agosto.

## Biographie

### En sélection nationale
Adilson da Cruz dispute sa première compétition internationale lors de la Coupe d'Afrique des nations 2013 en Afrique du Sud. En décembre 2023, il est retenu dans la liste des vingt-sept joueurs angolais sélectionnés par Pedro Gonçalves pour disputer la Coupe d'Afrique des nations 2023.

## Palmarès
- Vainqueur de la Supercoupe d'Angola en 2011 avec l'AS Aviação